# Károly Pap
Dans le nom hongrois Pap Károly, le nom de famille précède le prénom, mais cet article utilise l’ordre habituel en français Károly Pap, où le prénom précède le nom.
Károly Pap (né le 24 septembre 1897 à Sopron et mort vraisemblablement après le 31 janvier 1945 au camp de concentration de Bergen-Belsen) est un écrivain hongrois.

## Biographie
Né en 1897 à Sopron, Károly Pap est le troisième fils du grand-rabbin de la communauté néologue locale. Lorsque la Première Guerre mondiale éclate, il s'engage comme volontaire. Au temps de la République des conseils de Béla Kun (1919), il fit partie de l'« Armée rouge » hongroise et fut emprisonné pour cette raison durant une courte période entre 1920 et 1921. À sa libération, il tenta sa chance à l'étranger (notamment en Autriche). De retour en Hongrie, il occupa des emplois occasionnels, travaillant par exemple comme menuisier funéraire et comme comédien. Son premier récit publié parut en 1923 dans le journal de Budapest Pesti Napló. Avec des récits ultérieurs, jusqu'à la parution en 1932 de son roman Megszabadítottál a haláltól (« Tu m'as libéré de la mort ») qui dépeint les confrontations dans le judaïsme au temps de Jésus-Christ, Pap acquit une certaine notoriété en Hongrie. En 1937 parut son roman le plus célèbre Azarel. Pendant la Seconde Guerre mondiale, deux de ses pièces abordant des thèmes de l'Ancien Testament eurent leur première au Théâtre juif de Budapest. En 1944, Károly Pap a été déporté à Buchenwald et assassiné en 1945 dans ce camp de concentration ou dans celui de Bergen-Belsen.

## Azarel
Son roman Azarel raconte l'enfance de Gyuri Azarel, fils d'un rabbin progressiste, du point de vue de cet enfant. Promis avant sa naissance par ses parents à son grand-père très pieux, Gyuri passe ses premières années séparé de sa famille chez le vieil homme qui s'est fixé comme objectif de racheter les péchés de ses enfants (dont fait partie à ses yeux le rabbinat réformiste du père de Gyuri) en menant une vie particulièrement simple avec de nombreuses privations. Pour cette raison, le grand-père pense devoir imposer aux autres, homme ou Dieu, les plus grandes exigences. Après la mort de l'aïeul, Gyuri doit s'adapter à la vie ainsi qu'à l'univers mental prosaïque de ses parents et de ses deux frères et sœurs, marqués par l'économie, le bon sens et la modestie. Toutefois il ne se montre pas disposé à respecter la frontière fixée par les conventions sociales entre la fiction et la réalité. La crise éclate lorsque Gyuri exprime ses doutes concernant l'existence de Dieu et quand, battu par son père, il reproche à ses parents leurs mensonges et leur égoïsme. Gyuri fugue alors et vit toute une journée comme un mendiant. Pourtant, il se révèle impuissant à « démasquer » son père devant la communauté réunie dans la synagogue et reste deux jours au lit saisi par la fièvre. À sa guérison, son père exige de lui de voir ces incidents comme une maladie et de tout oublier. Le roman se termine par la tentative de Gyuri de revisiter ces événements par la voie littéraire.
Le texte est imprégné par le recours à des thèmes issus des contes populaires et du Tanakh transposés, à la manière allégorique de la typologie biblique, dans la vie de Gyuri.

## Œuvres
- Mikáél (1929)
- Megszabadítottál a haláltól (« Tu m'as libéré de la mort », roman) 1932
- A VIII. stáció (« La huitième station », roman) 1933
- Zsidó sebek és bunök (« Blessures et péchés juifs », essai) 1935
- Irgalom (« La pitié », nouvelles) 1937
- Azarel (roman) 1937
- Betséba (« Bethsabée », drame) 1940
- Mózes (« Moïse », drame) 1944
- A szűziesség fátylai (« Le voile de la virginité », nouvelles) 1945
- A hószobor (« La statue de neige », nouvelles) 1954
- Szerencse (« Le bonheur », nouvelles) 1957
- B. városában történt (« C'est arrivé dans la ville B », nouvelles) 1964

## Référence de traduction
- (de) Cet article est partiellement ou en totalité issu de l’article de Wikipédia en allemand intitulé « Károly Pap » (voir la liste des auteurs).